# Henri Labrouste
(Pierre François) Henri Labrouste (född 11 maj 1801, död 24 juni 1875) fransk arkitekt.
Vid 18 års ålder började Labrouste studera vid École des Beaux-Arts i Paris för Antoine-Laurent-Thomas Vaudoyer och Louis-Hippolyte Lebas. 1824 erhöll Labrouste Grand Prix de Rome och han vistades 6 år i Rom.
Hans mest kända verk är Bibliothèque St Geneviève i Paris (1838–1850) och läsrummet i Bibliothèque nationale de France i Paris (1858–1868). Labrouste är känd för sitt innovativa sätt att arbeta med gjutjärnskonstruktioner.

## Källor

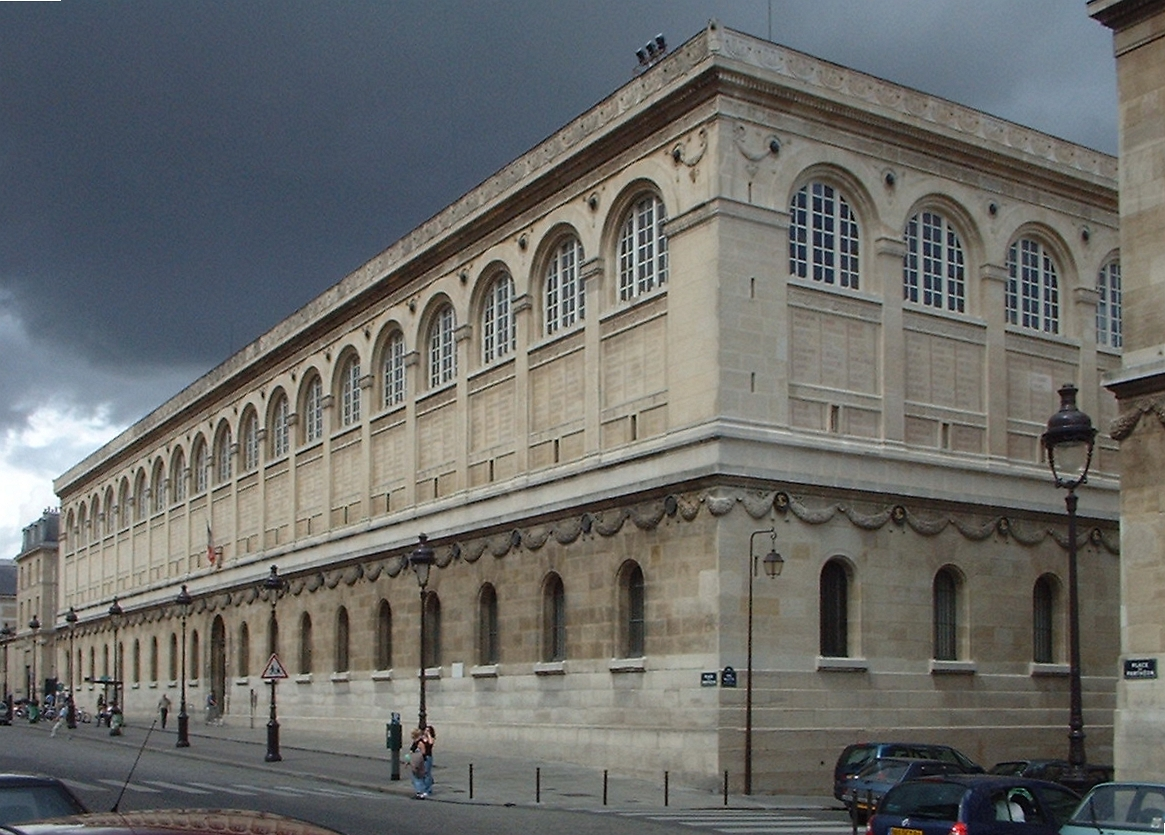
Sainte-Geneviève-biblioteket i Paris.